# GCP
GCP (en = Good Clinical Practice, ro = Regulile de bună practică în studiul clinic) sunt reguli de bună practică în studiul clinic care reprezintă un standard internațional pentru etica și calitatea științifică în domeniul proiectării, conducerii, înregistrării și raportării studiilor clinice în care sunt implicați subiecți umani, care facilitează acceptarea reciprocă a datelor de către autoritățile competente în domeniul medicamentului.
În România autoritățile competente în domeniul medicamentului sunt ANM și Comisia de Etică.
Respectarea acestui standard garantează publicului faptul că drepturile, siguranța, confortul subiecților studiului sunt protejate conform principiilor care au la bază Declarația pentru drepturile omului de la Helsinki modificată Arhivat în 11 februarie 2006, la Wayback Machine..